# Krško (gemeente)
Krško (Duits: Gurkfeld) is een gemeente in het oosten van Slovenië (in de historische regio Hertogdom Krain), aan de rivier Sava.
De gemeente had in 2002 27.586 inwoners, de gelijknamige stad zelf bijna 7.000 inwoners.
De stad is bekend van de kerncentrale Krško, de enige kerncentrale van Slovenië.

## Plaatsen in de gemeente
Anovec, Anže, Apnenik pri Velikem Trnu, Ardro pod Velikim Trnom, Ardro pri Raki, Armeško, Brege, Brestanica, Brezje pri Dovškem, Brezje pri Raki, Brezje pri Senušah, Brezje v Podbočju, Brezovica v Podbočju, Brezovska Gora, Brlog, Brod v Podbočju, Bučerca, Celine, Cesta, Cirje, Črešnjice nad Pijavškim, Čretež pri Krškem, Dalce, Dedni Vrh, Dobrava ob Krki, Dobrava pod Rako, Dobrova, Dol, Dolenja Lepa vas, Dolenja vas pri Krškem, Dolenja vas pri Raki, Dolenji Leskovec, Dolga Raka, Dovško, Drenovec pri Leskovcu, Drnovo, Dunaj, Frluga, Gmajna, Golek, Goli Vrh, Gora, Gorenja Lepa vas, Gorenja vas pri Leskovcu, Gorenje Dole, Gorenji Leskovec, Gorica pri Raztezu, Gorica, Gornje Pijavško, Gradec, Gradišče pri Raki, Gradnje, Gržeča vas, Gunte, Hrastek, Ivandol, Jelenik, Jelše, Jelševec, Kalce, Kalce-Naklo, Kališovec, Kobile, Kočno, Koprivnica, Koritnica, Kostanjek, Kremen, Krško, Kržišče, Leskovec pri Krškem, Libelj, Libna, Loke, Lokve, Lomno, Mali Kamen, Mali Koren, Mali Podlog, Mali Trn, Malo Mraševo, Mikote, Mladje, Mrčna sela, Mrtvice, Nemška Gora, Nemška vas, Nova Gora, Osredek pri Trški Gori, Pesje, Pijana Gora, Planina pri Raki, Planina v Podbočju, Pleterje, Podbočje, Podlipa, Podulce, Površje, Premagovce, Presladol, Pristava ob Krki, Pristava pod Rako, Pristava pri Leskovcu, Prušnja vas, Raka, Ravne pri Zdolah, Ravni, Ravno, Raztez, Reštanj, Rožno, Sela pri Raki, Selce pri Leskovcu, Selo, Senovo, Senožete, Senuše, Slivje, Smečice, Smednik, Spodnja Libna, Spodnje Dule, Spodnje Pijavško, Spodnji Stari Grad, Srednje Arto, Srednje Pijavško, Sremič, Stari Grad v Podbočju, Stari Grad, Stolovnik, Stranje, Straža pri Krškem, Straža pri Raki, Strmo Rebro, Šedem, Šutna, Trška Gora, Velika vas pri Krškem, Veliki Dol, Veliki Kamen, Veliki Podlog, Veliki Trn, Veliko Mraševo, Veniše, Videm, Vihre, Volovnik, Vrbina, Vrh pri Površju, Vrhulje, Zabukovje pri Raki, Zaloke, Zdole, Žabjek v Podbočju, Žadovinek, Ženje